# Pézize baie
Peziza badia
Espèce
La Pézize baie (Peziza badia) est un champignon ascomycète de la famille des pézizacées.

## Description
Cette pézize a une hauteur de 1 à 3 cm. Son pied minuscule est caché par l'apothécie érigée de 2 à 8 cm de diamètre formant un réceptacle en forme de coupe qui s'étale avec l'âge et devient irrégulière, lobée. La face interne correspond à l'hyménium brun châtaigne virant au brun-olive, produisant une sporée blanche. La face externe vésiculeuse est brun ocre puis brun rougeâtre et foncée, d'où son nom vernaculaire de Pézize noirâtre. La chair mince et brun rouge renferme un suc aqueux.

## Habitat
Cette pézize vient en fin d'été et en automne sur les bords de chemins, de fossés, dans des endroits très humides (bois de bouleaux ou de conifères, tourbières).

## Comestibilité
Toxique à l'état cru, elle est un comestible agréable une fois cuite.

## Habitat
Sur sol sablonneux et terre nue.